# Импакт Муанг Тонг Тани
IMPACT Муанг Тонг Тани е комплекс, съдържащ арена, конферентен център и изложбена зала, намиращ се в предградията на Банкок, Тайланд.
„IMPACT Арена – изложбен и конферентен център“ е второто по големина изложбено и конферентено сборище в Азия със закрита площ над 140 000 m².
Всяка година комплексът докаминства на над 490 събития и посреща над 15 млн. души. Домакин е на Мис Вселена през 2005 г.

## IMPACT Арена
IMPACT Арена е арена, част от комплекса с големина 4000 m² и 12 000 седящи места. Арената се използва за интернационални концерти, спортни и развлекателни събития. Мултифункционалната зала има 24-метров висящ таван, специални осветителни пантели, високотехнични аудиовизуални системи, звукоизолирана стена и охранителна система от наблюдателни камери.
Има 25 частни покои, включващи „Кралска кабина“, които могат да бъдат резервирани за спонсорирани или VIP функции. Тези ексклузивни кабини осигуряват уединение на организаторите и техните клиенти. Всяка луксозна стая има от 18 до 36 места – частни салони, които разполагат с тоалетни и индивидуално контролиращ се климатик.